# Jan Kubiš
Jan Kubiš (Dolni Vilemovice, Moravia, 24 de junio de 1913 - Praga, 18 de junio de 1942) fue un soldado checo de un equipo paracaidista checoeslovaco entrenado por británicos que durante la Segunda Guerra Mundial participó en la Operación Antropoide, el plan británico de asesinato contra el alto jerarca nazi Reinhard Heydrich (1904-1942).
En su juventud Jan fue un boy scout.

## Participación en laOperación Antropoide
Kubiš era un soldado del ejército de Checoslovaquia que durante la Segunda Guerra Mundial consiguió escapar a Gran Bretaña, donde se unió a las fuerzas checoslovacas en el exilio. En 1941, el Special Operations Executive (SOE) seleccionó en Gran Bretaña al sargento eslovaco Jozef Gabcik y a Kubis para llevar a cabo el asesinato del jerarca nazi Reinhard Heydrich, quien desde septiembre de 1941 había sido designado por Hitler como máximo jefe nazi del Protectorado de Bohemia y Moravia, y era llamado «El Carnicero de Praga».
La operación había sido planificada para el 28 de octubre de 1941, pero Kubis no tenía la necesaria experiencia como paracaidista (único medio por el cual podría infiltrarse en la Checoslovaquia ocupada). Recibió entrenamiento y en diciembre de 1941 fue enviado junto a Gabcik.
Una vez lanzados en paracaídas cerca de Pilsen, Kubis y Gabcik se reunieron con otros miembros de la Resistencia checa y varios meses después, el 27 de mayo de 1942, ejecutaron la Operación Antropoide. Jozef Gabcik disparó contra el Mercedes Benz de Reinhard Heydrich, pero su fusil Sten se encasquilló. Entonces Kubis lanzó una granada de mano contra el automóvil, la cual hirió gravemente a Heydrich (quien murió en el hospital el 4 de junio de 1942 después por septicemia). Ambos soldados escaparon.
Los oficiales nazis del Protectorado iniciaron una minuciosa búsqueda de los dos hombres en los días siguientes y finalmente, el 18 de junio de 1942, una compañía de la SS los descubrió junto con sus milicianos de la Resistencia checoslovaca, en la iglesia de san Cirilo y san Metodio (una iglesia ortodoxa) en Praga. En el tiroteo, Kubiš fue gravemente herido por una granada. Tras seis horas de batalla, los nazis perdieron 14 hombres y otros 21 resultaron heridos. Gabčík y los demás se suicidaron antes de que los nazis los capturaran en las catacumbas de la catedral. Kubiš fue llevado a un hospital, donde murió desangrado horas después.

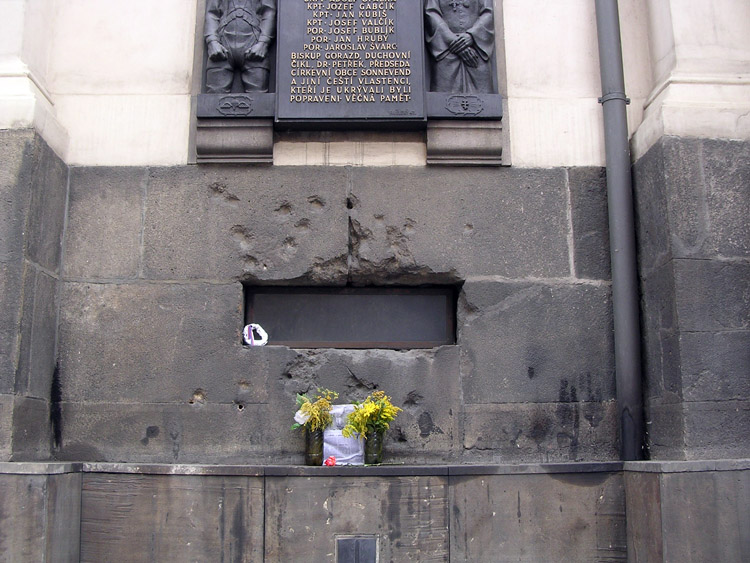
Ventana ametrallada de la Iglesia de San Cirilo y San Metodio (en Praga) donde Kubiš y sus compatriotas se resguardaron.

## Homenaje póstumo
En el año 2006 fueron encontradas las cabezas, seccionadas, de Kubis y Gabcik en las inmediaciones del cementerio Dablice, en Praga. En 2007 se colocó una placa recordatoria en el sitio donde se realizó el atentado.